# Bill Hagerty (político)
William Francis Hagerty IV (nascido em 11 de agosto de 1959) é um político americano, diplomata e empresário que é senador do estado do Tennessee, tendo sucedido Lamar Alexander em 2020. Um membro do Partido Republicano, Hagerty serviu como embaixador dos EUA no Japão, de 2017 a 2019.
Hagerty trabalhou como conselheiro econômico durante a administração de George H. W. Bush. Ele então, fez carreira na área de capital privado. Hagerty é o co-fundador da Hagerty & Peterson Company, uma firma de capital privado; ele é um ex-diretor de administração da firma. De 2011 a 2014, Hagerty serviu como comissário do Departamento de Desenvolvimento Econômico e Comunitário do Tennessee. Ele liderou, com êxito, um esforço para trazer um empreendimento da Major League Soccer para Nashville, Tennessee. O presidente Donald Trump nomeou Hagerty para servir como embaixador dos Estados Unidos no Japão em 27 de março de 2017, a nomeação foi confirmada pelo senado em 13 de julho de 2017. Hagerty assumiu como o trigésimo embaixador dos Estados Unidos no Japão em 27 de julho de 2017; ele renunciou ao cargo em julho de 2019, para se candidatar ao senado.
Hagerty se candidatou ao Senado dos EUA, substituindo Lamar Alexander na eleição de 2020. Ele ganhou as primárias do Partido Republicano e derrotou a candidata democrata Marquita Bradshaw na eleição.

## Juventude e educação
Hagerty é nativo de Gallatin, no Condado de Sumner, Tennessee. Ele se tornou um escoteiro águia e foi premiado com a Distinção dos Escoteiros Águia em 2017. Ele é um formando de 1977 da Madisonville North Hopkins High School, em Kentucky. Hagerty se bacharelou em artes pela Universidade Vanderbilt, em 1981 e se formou num Juris Doctor pela Universidade Vanderbilt de Advocacia em 1984.

## Carreira

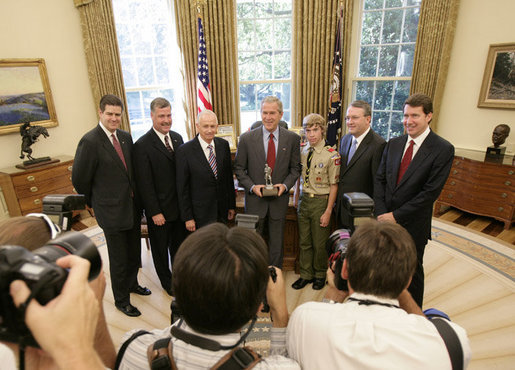
Hagerty e membros do Conselho da área da Capital dos Escoteiros dos EUA com o presidente George W. Bush, em 2006.

Hagerty iniciou sua carreira no Boston Consulting Group, que culminou num trabalho de três anos em Tóquio. Ele foi um conselheiro econômico e um bolsista da casa branca, durante a administração do presidente George H. W. Bush e então começou uma carreira na área de capital privado, inicialmente na Trident Capital, no Vale do Silício. Hagerty é o co-fundador da Hagerty & Peterson Company, uma firma de capital privado e investimentos; ele é um ex-diretor de administração da firma. Ele serviu como coordenador financeiro durante a campanha presidencial de Mitt Romney de 2008.
De 2011 a 2014, Hagerty serviu como comissário do Departamento de Desenvolvimento Econômico e Comunitário do Tennessee, no gabinete do governador Bill Haslam, onde ele atuou em investimentos da Bridgestone, Calsonic Kansei e Nissan.
Hagerty fez parte da diretoria da CyMed, New Customer Services, Houghton Mifflin Harcourt, Ryman Hospitality, Pinnacle Financial Partners e R.J. O'Brien.

### Comitê Diretor da MLS de Nashville
Antes de sua confirmação como embaixador dos EUA no Japão, Hagerty fundou e liderou Comitê Diretor da MLS de Nashville, um grupo que procurava trazer um empreendimento da Major League Soccer para Nashville. O  esforço obteve êxito, com Nashville tendo sido oficialmente selecionada, em 20 de dezembro de 2017, como a primeira de duas expansões de mercado da MLS. O clube de futebol de Nashville estreou na temporada de 2020 da MLS.

### Eleição presidencial de 2016
Durante os estágios iniciais da eleição presidencial de 2016, Hagerty foi nomeado para servir como representante de Jeb Bush. Bush saiu da disputa antes das primárias do Tennessee em 1 de março de 2016. Após Donald Trump se tornar o candidato republicano, Hagerty foi escolhido em agosto de 2016, para ser diretor de nomeações para a transição presidencial de Donald Trump.

### Embaixador dos EUA no Japão
Hagerty foi nomeado embaixador dos Estados Unidos no Japão pelo presidente Trump em 27 de março de 2017. Ele foi confirmado pelo Senado dos Estados Unidos em 14 de julho de 2017, com uma votação de 86 contra 12. Ele assumiu como o 30º embaixador em 27 de julho de 2017.
Antes da confirmação, Hagerty foi cogitado para assumir como representante comercial dos EUA, já que tem experiência em comércio exterior. O posto acabou indo para Robert Lighthizer, um advogado e ex-oficial da administração Reagan.
Em 16 de julho de 2019, Hagerty anunciou que iria renunciar ao cargo de embaixador do Japão.

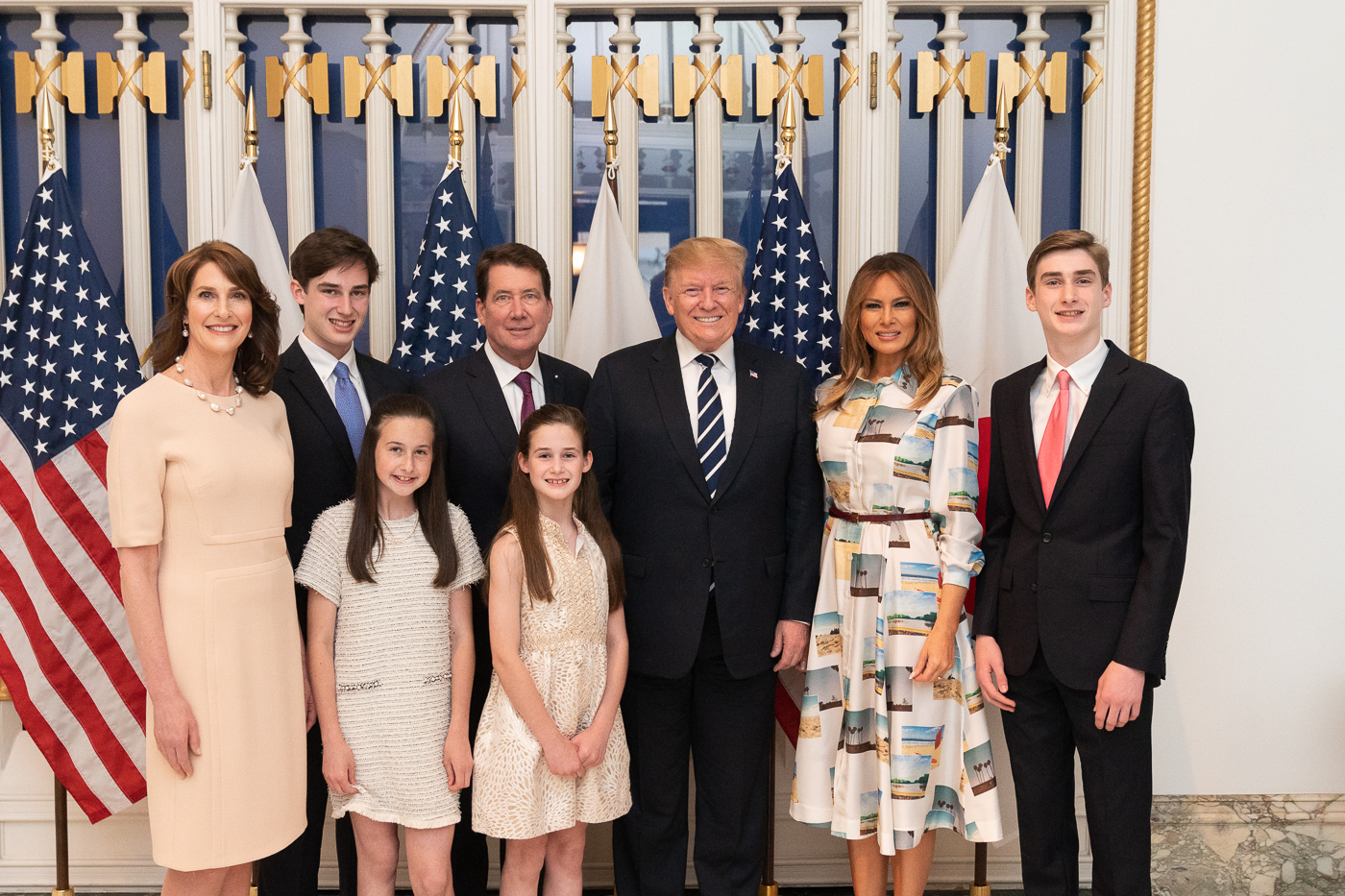
Hagerty e sua família com Donald e Melania Trump, na residência do embaixador, 2019.

## Senado dos Estados Unidos
Em 12 de julho de 2019, o presidente Trump anunciou que Hagerty iria renunciar como embaixador do Japão para se candidatar ao Senado dos Estados Unidos pelo Tennessee. No mesmo tuíte, Trumo endossou a candidatura de Hagerty ao senado. Hagerty foi mencionado como um potencial secretário de estado na a mesma época.
Hagerty oficialmente lançou sua campanha para senador em 9 de setembro de 2019. Em 30 de setembro, ele já tinha levantado US$1.9 milhões para a campanha. Hagerty tinha levantado mais de US$7 milhões para a campanha em 7 meses, com US$1.2 milhões tendo sido levantado no primeiro trimestre de 2020.  Oradores da campanha de levantamento de fundos de Hagerty incluem Donald Trump Jr., Kimberly Guilfoyle e Nikki Haley.
A partir de maio de 2020, começaram a circular, nos veículos de notícia, acusações de irregularidades financeiras na campanha de Hagerty, originalmente publicadas por Roger Sollenberger. O artigo focava principalmente num empréstimo concedido à campanha de Hagerty pela Pinnacle Financial Partners, quase que imediatamente após a aprovação de um grande estímulo econômico.
Em 6 de agosto de 2020, Hagerty venceu a primária republicana. Ele derrotou a democrata Marquita Bradshaw na eleição geral de novembro, por uma margem de 1.840.926 votos contra 1.040.691 votos. Hagerty assumiu em 3 de janeiro de 2021.

## Posições políticas
Hagerty descreve a si mesmo como um conservador. Suas posições foram descritas como populistas e alinhadas com as opiniões de Donald Trump.
Hagerty apoia a pena de morte para pessoas condenadas por envolvimento em tráfico humano. Ele acredita que a Xaria é uma ameaça de segurança nacional aos EUA e acredita que os Estados Unidos devem continuar a apoiar Israel. Hagerty apoia a redução de impostos e a adição de uma emenda de orçamento balanceado à constituição americana. Ele se opõe ao aumento do salário mínimo. Hagerty se opõe ao Obamacare e acredita que o governo deve reduzir seu envolvimento no setor de saúde. Ele apoia esforços para o não fechamento dos hospitais rurais. Hagerty apoia o investimento e desenvolvimento nos combustíveis fósseis e  apoia a revogação dos padrões de eficiência energética e de energias renováveis. Ele também apoia a autossuficiência energética dos Estados Unidos.

## Vida pessoal
Hagerty é casado com Chrissy Hagerty, e tem duas filhas e dois filhos. Ele se identifica como um cristão conservador.